# Różanka (Góry Ołowiane)
Różanka (niem. Rosenbaude, 628 m n.p.m.) – wzniesienie w południowo-zachodniej Polsce, w Sudetach, w Górach Ołowianych, w pobliżu Janowic Wielkich. 

## Charakterystyka
Wzgórze zbudowane jest z zieleńców i łupków zieleńcowych należących do metamorfiku kaczawskiego. Na północnym zboczu, w pobliżu Przełęczy Radomierskiej występują fyllity i kwarcyty. Kiedyś słynęła z panoramicznych widoków, obecnie zbocza i częściowo szczyt zarośnięte są lasem świerkowym. Na północnych zboczach pola i łąki. Na szczycie ruiny schroniska z 1885. Na przełomie XIX w. i XX w. istniała na szczycie wieża widokowa. Ze stoków góry w kierunku południowo-zach. spływa potok Krupówka.

## Schronisko i wieża
Sezonowe schronisko Rosenbaude na wierzchołku góry z salą restauracyjną i dziewięcioma pokojami zostało zbudowane w 1885 przez sekcję RGV z Janowic Wielkich. Przy schronisku znajdował się ogród z 140 gatunkami chronionych roślin górskich. Na zachodnim wierzchołku postawiono drewnianą wieżę widokowa w kształcie 10-bocznej obudowanej baszty o sporej średnicy.

## Piesze szklaki turystyczne
- Szlak Zamków Piastowskich na odcinku: Płonina - Różanka - Janowice Wielkie
- Radomierz - Przełęcz Radomierska - Różanka

## Galeria

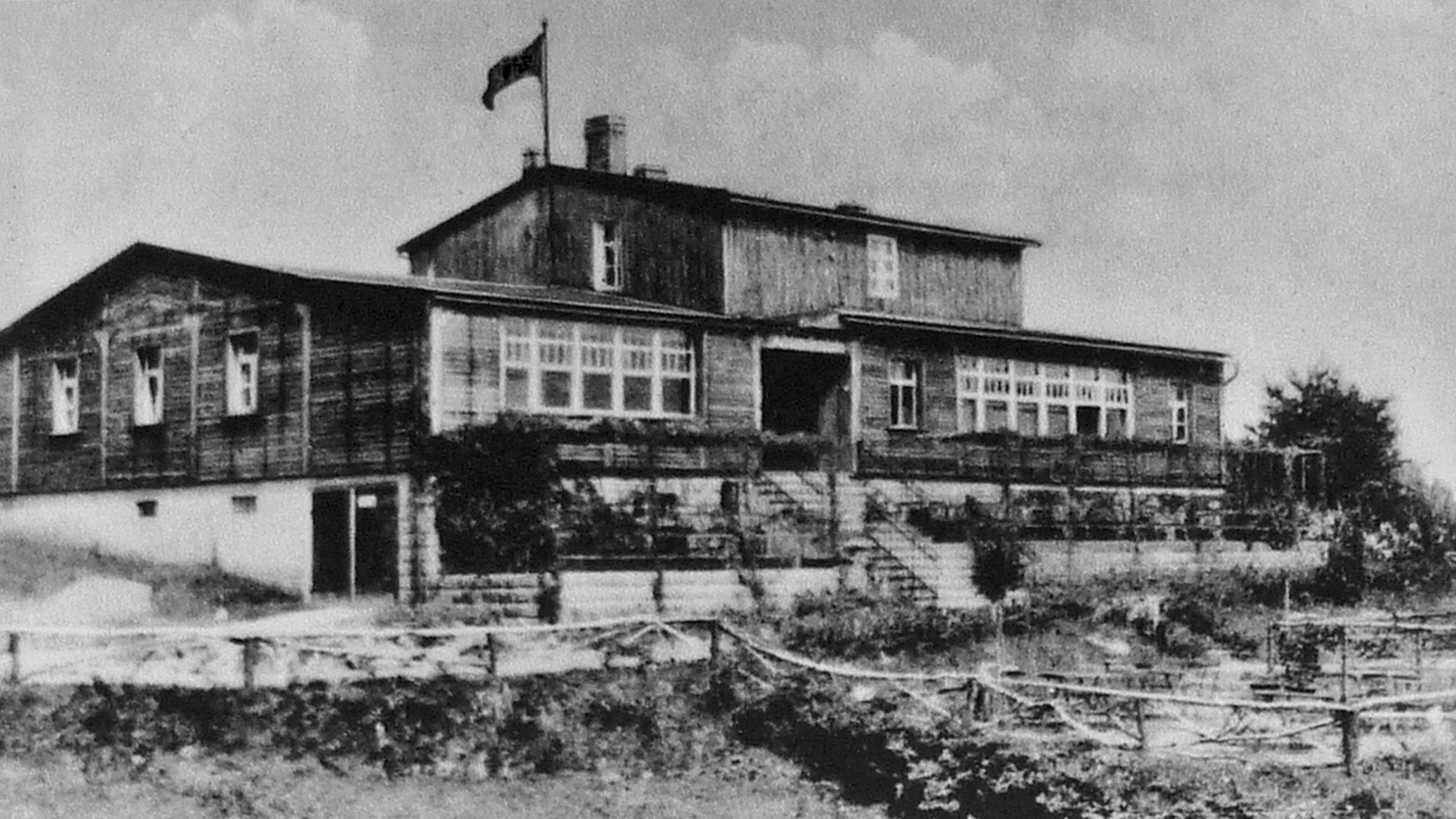
Schronisko Rosenbaude
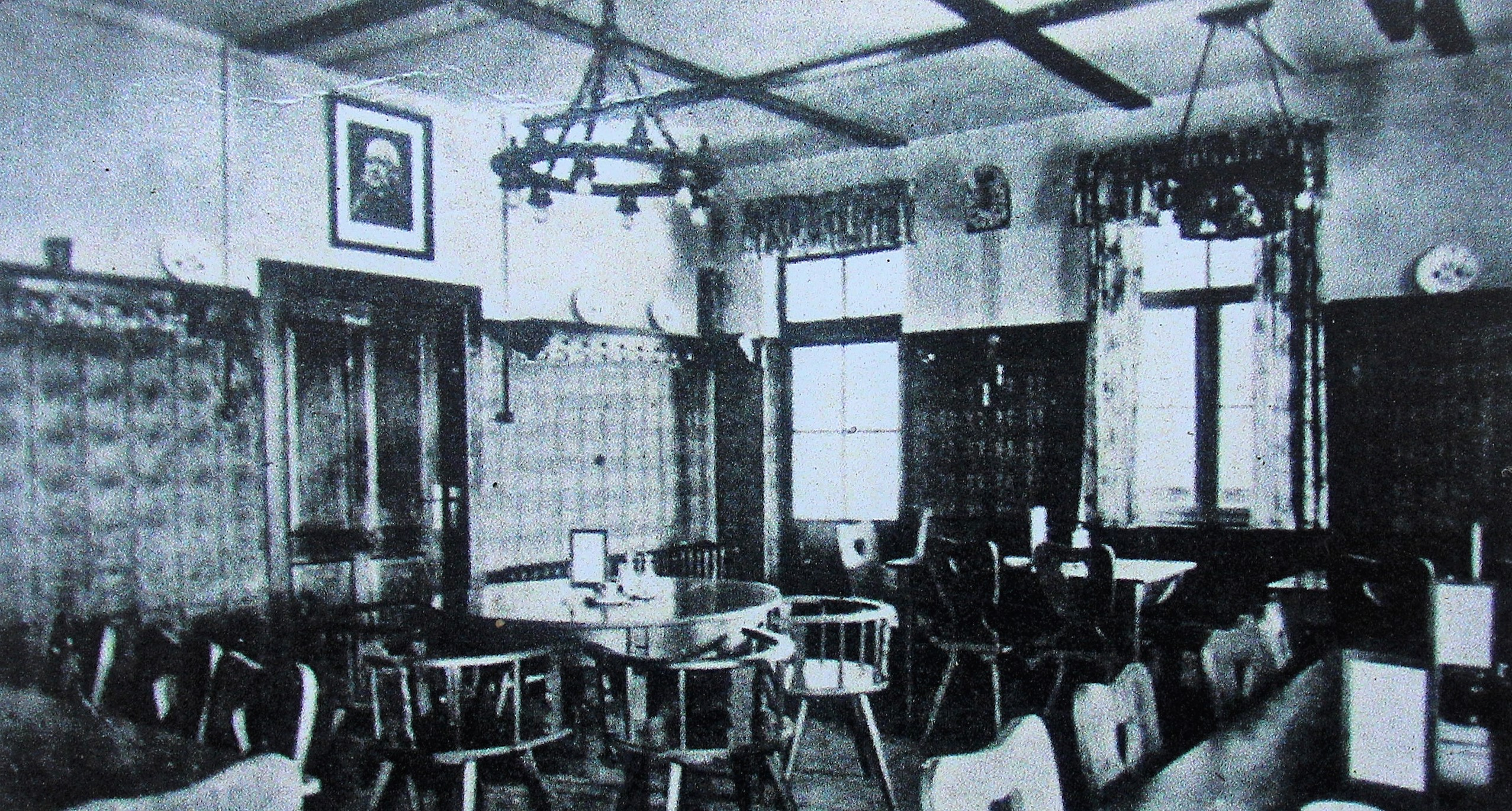
Sala restauracyjna w schronisku
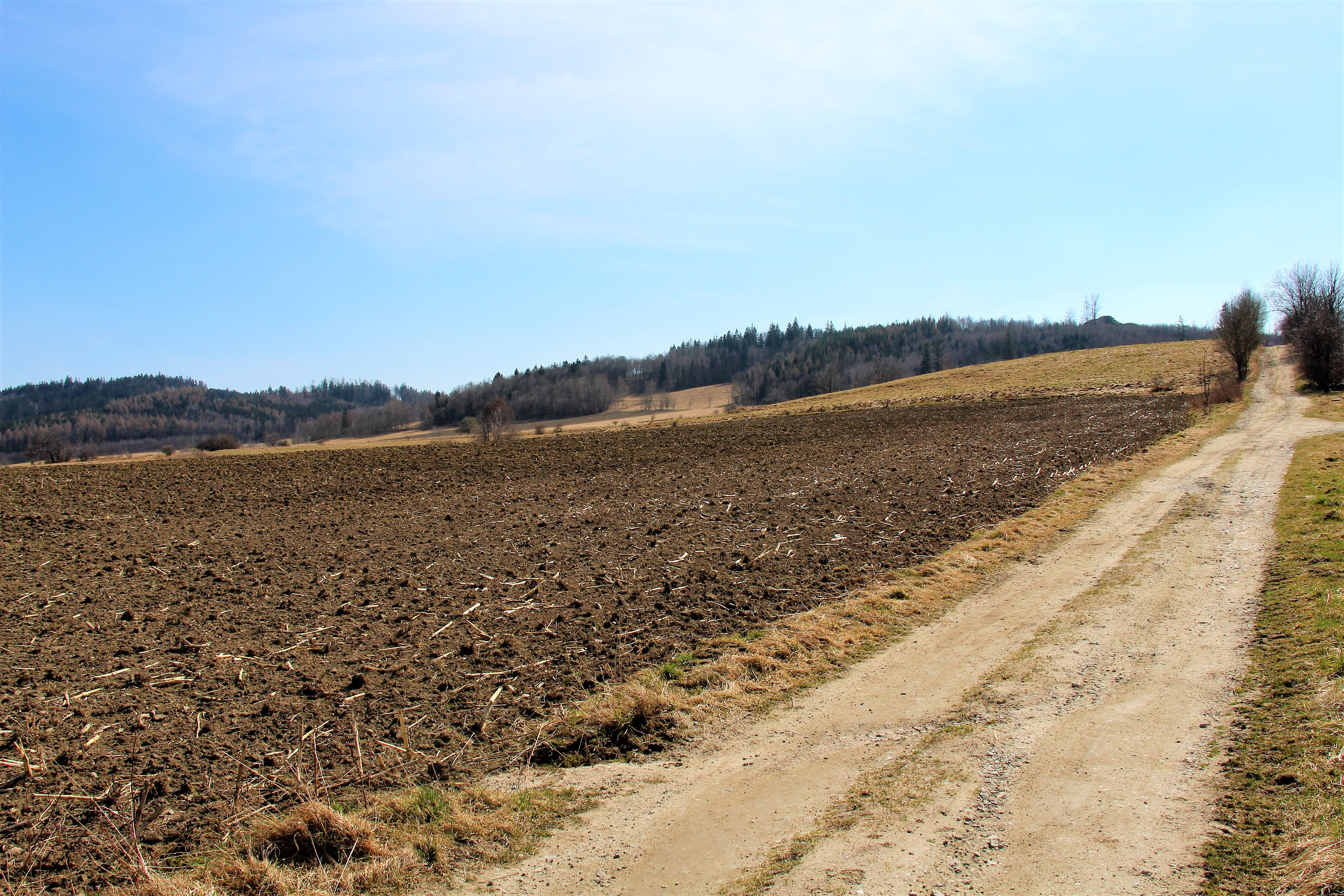
Ołowiana (L) i Różanka z przeł. Radomierskiej
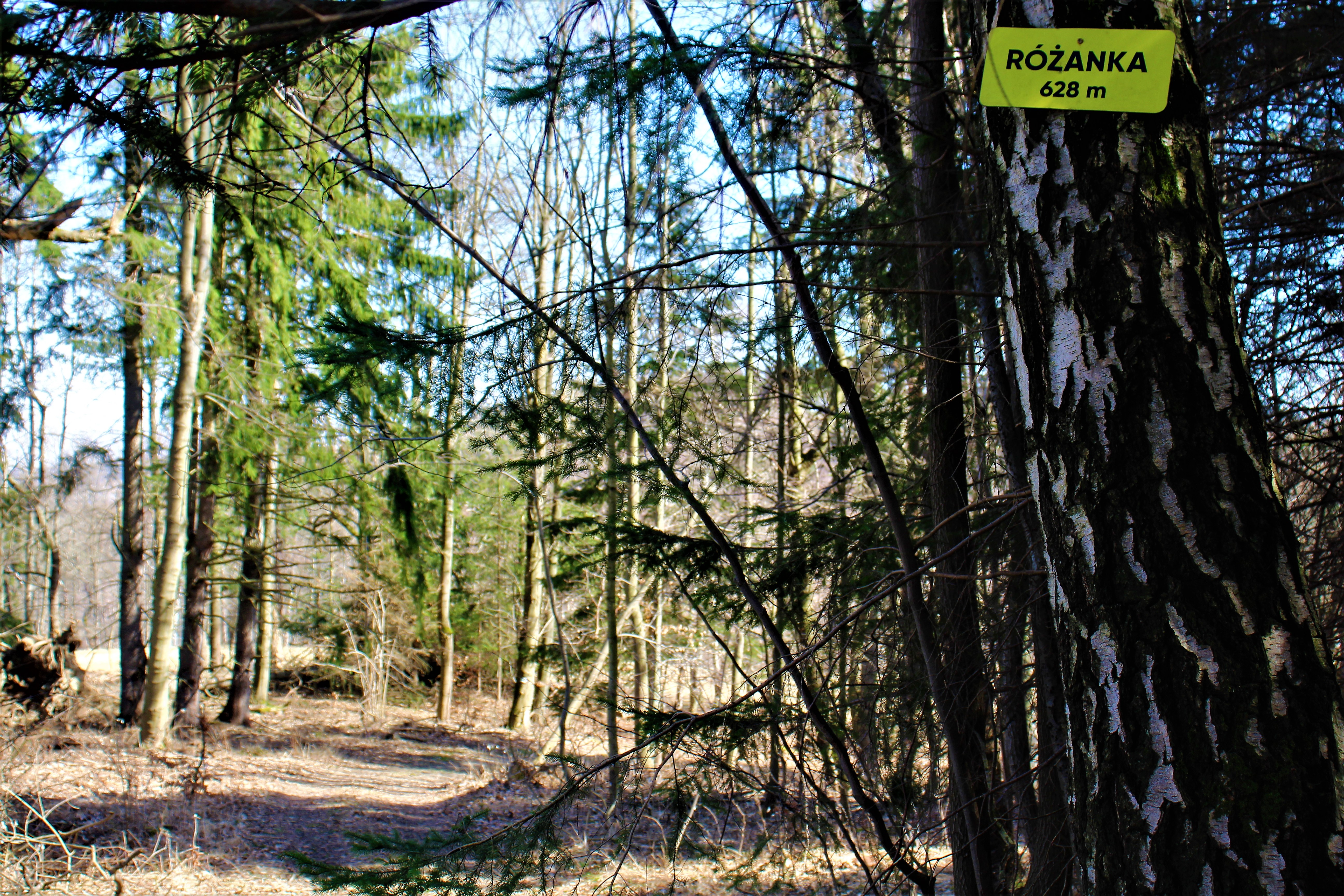
Szczyt
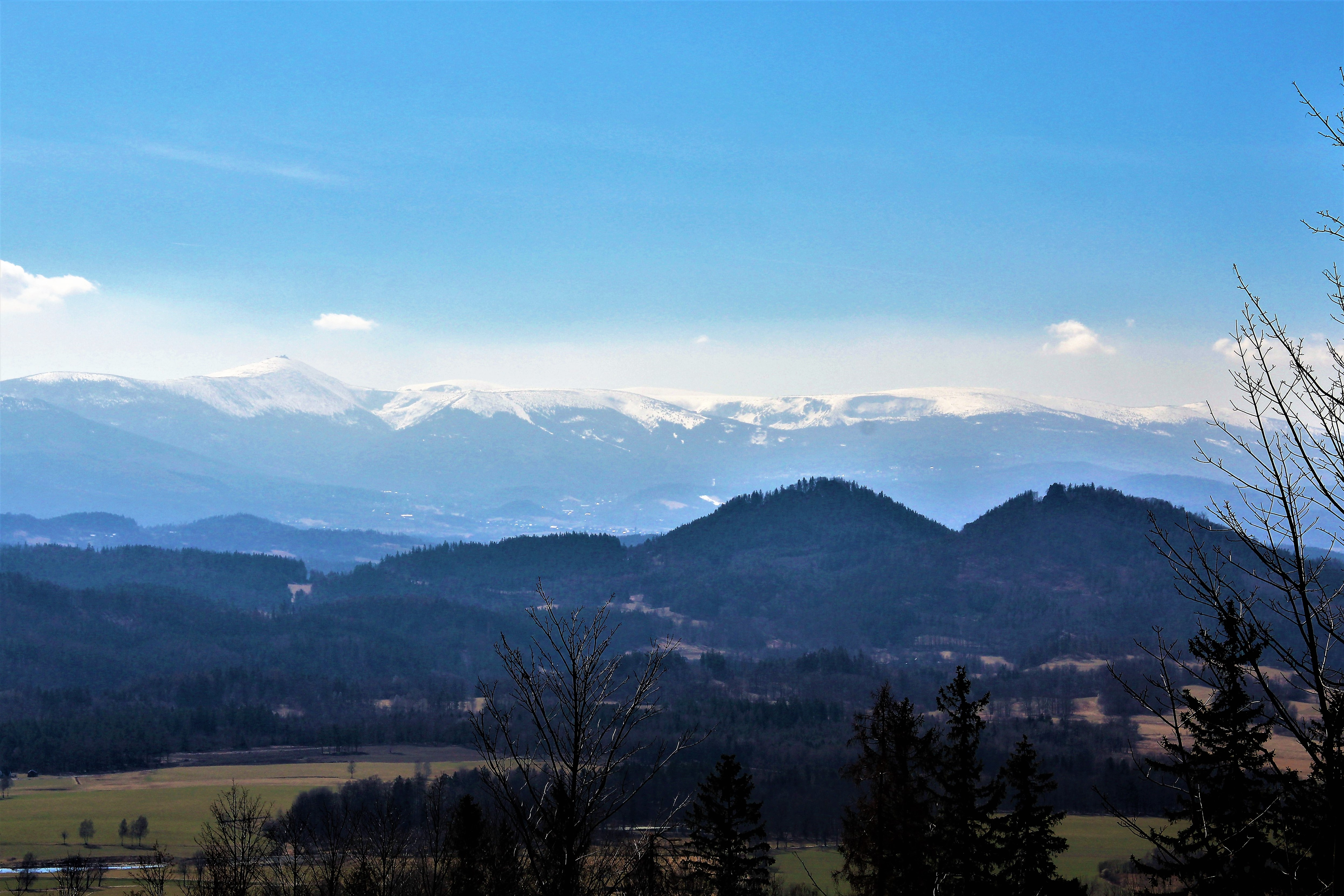
Widok z Różanki na Karkonosze